# Jack Reader
John Kenneth „Jack“ Reader (* 11. November 1925 in Lawrence, Massachusetts; † 10. November 2008 in Hingham, Massachusetts) war ein US-amerikanischer Schiedsrichter im American Football, der von der Saison 1960 bis 1969 in der AFL und von der Saison 1970 bis zur Saison 1973 in der NFL tätig war. In der AFL trug er die Uniform mit der Nummer 42.

## Karriere
Reader begann im Jahr 1960 seine AFL-Laufbahn als Back Judge. Später wurde er zum Hauptschiedsrichter ernannt. Nach der Fusion der AFL und NFL im Jahr 1970 bekleidete er ebenfalls die Position des Hauptschiedsrichters in der neuen NFL.
Er war Teil des Schiedsrichtergespanns des ersten AFL-Spiels, der Denver Broncos gegen die Boston Patriots, am 9. September 1960.
Er war insgesamt bei zwei AFL-NFL Championship Games, welche heute als Super Bowls bekannt sind, als Back Judge im Einsatz: Beim Super Bowl I im Jahr 1967 war in der Crew unter der Leitung von Hauptschiedsrichter Norm Schachter und in Super Bowl III im Jahr 1969 unter der Leitung von Hauptschiedsrichter Tommy Bell. Zudem leitete er als Hauptschiedsrichter den Pro Bowl 1974.